# هاري ويلكينسون
هاري ويلكينسون (بالإنجليزية: Harry Wilkinson)‏ (1883 في المملكة المتحدة - ) هو لاعب كرة قدم بريطاني (وحمل سابقاً جنسية المملكة المتحدة لبريطانيا العظمى وأيرلندا) في مركز الهجوم. لعب مع مانشستر يونايتد ووست هام يونايتد.